# Stenopsyche angustata
Stenopsyche angustata är en nattsländeart som beskrevs av Martynov 1930. Stenopsyche angustata ingår i släktet Stenopsyche och familjen Stenopsychidae. Inga underarter finns listade i Catalogue of Life.